# Jean-Paul Poisson
 (novembre 2016).
Si vous disposez d'ouvrages ou d'articles de référence ou si vous connaissez des sites web de qualité traitant du thème abordé ici, merci de compléter l'article en donnant les références utiles à sa vérifiabilité et en les liant à la section « Notes et références ».
Jean-Paul Poisson, né le 15 août 1920 à Chaumont et mort le 20 janvier 2005 dans le 6e arrondissement de Paris, est un ancien clerc de notaire de l'étude parisienne Dufour, et historien du notariat.

## Biographie
Ancien praticien du notariat parisien, Jean-Paul Poisson a écrit depuis le début de la décennie 1950-1960 et jusqu’à sa mort beaucoup d’articles, de comptes rendus de travaux sur les notaires et le notariat, publiés soit dans des revues locales ou spécialisées, soit dans les actes des colloques auxquels il était convié, soit enfin dans la revue de l’Institut international de l’histoire du notariat, Le Gnomon.
La maison d’édition Economica s’est chargée de publier un certain nombre de ses écrits, tantôt dans leur intégralité, tantôt remaniés ou sous la forme d’extraits, dans deux gros volumes intitulés Notaires et société, travaux d’histoire et de sociologie notariales. En 1996, l’auteur fait paraître sous le titre Études notariales, un troisième tome rassemblant quarante articles sur le notaire et son étude, l’activité notariale ainsi que des miscellanea (recension d’études historiques). En 2002 paraît le dernier de ses ouvrages Essais de notarialogie, construit sur le même principe. Un numéro spécial de la revue internationale d’histoire du notariat Le Gnomon, de l’année 2005, rassemble les témoignages d’historiens et d’amis ayant connu Jean-Paul Poisson.

## Décorations
- Commandeur de l'ordre des Arts et des Lettres (2002)[2]